# Anantarika-karma
Anantarika-karma ou ānantarika-kamma est un des cinq pêchés du bouddhisme apportant un désastre immédiat dans le processus karmique.
anantarika signifie sans (an) interval (tarika).
Les cinq anantarika-karma sont :
- Meurtre intentionnel d'un père.
- Meurtre intentionnel d'une mère.
- Tuer un arhat (être illuminé).
- Faire couler le sang d'un Bouddha.
- Créer un chisme dans le Sangha, la communauté des moines ou nonnes bouddhistes et pariṣā essayant d'atteindre l'illumination.

Dans le bouddhisme mahayana, ces cinq crimes, sont également nommés pañcānantarya et sont mentionnés dans « Le sutra prêché par le Bouddha de l'extinction totale du Dharma ».